# Kornealna termografija
Kornealna termografija je jedna od minimalno invazivnih metoda u oftalmologiji koja daje informacije o slojevima suznog filma oka  beskontaktnim merenjem kornealne temperature infracrvenim radijacionim termometrom u prostoriji konstantne temperature (25,5ºC), vlažnosti (30%) i osvetljenosti.
Ova termografska procena temperature površine oka sve je više u upotrebi kao pomoćna metoda za procenu površine oka, jer je neinvazivni test koji uzrokuje minimalnu, ako uopšte postoji, nelagodnost kod pacijenata.

## Pojam termografija
Termografija, je proces merenja toplotnog zračenja koje se nalazi u infracrvenom delu elektromagnetnog spektra. Termografijom se utvrđuju raspodela i količina toplote na bilo kojoj površini. Merenja se obavljaju pomoću posebne termografske kamere koja omogućava pregled objekata na osnovu toplote koju zrače ili reflektuju.

## Opšte informacije
Kako je obim treptanja oka signifikantno povišen kod pacijenata sa suvim okom, uprkos relativno stabilnoj temperaturi rožnjače,  zaključeno je da termosenzitivna C-vlakna rožnjače mogu da iniciraju refleks treptanja signalizacijom evaporativnog hlađenja ili sušenja rožnjače.  Što je bila veća izmerena vrednost (koja se odražavala strminom promene temperature rožnjače) to je brže padala temperatura rožnjače, a to je bilo direktno povezano sa povećanim isparavanjem suznog filma oka.

## Istorija
Merenje temperature površine oka   putem infracrvene  termografije prvi je put uveo Mapstone 1968. godine, koji je koristeći bolometar, odredio zračenje koje se emituje s površine oka, i otkrio  da predstavlja bolju alternativu tradicionalno korištenom kontakt  termometrija. Mapstone je istraživao determinante kornealne tomografije,   merio interokularne razlike  temperature površine oka . i razvio termografske profile različitih očiju. Njegov rad se danas naširoko citira i dao je informaciju mnogim studijama površine oka. 
U skorije vrijeme, napredak u termografskoj tehnologiji povećao je tačnost merenja temperature površine oka i ova tehnologija se sve više primenjuje na osobe sa i bez bolesti površine oka. Na primer, stariji termografi imali su brzinu okvira od 4 Hz, dok mnogi danas imaju brzine do 60 Hz, što omogućava veću preciznost u mjerenju temperature površine oka u realnom vremenu.

## Indikacije
Kornealna termografija se koristi za procenu sloja suznog filma kod pacijenata sa suvim okom i kod normalnih subjekata merenjem temperature rožnjače termografijom infracrvenog zračenja.

## Spoljašnje veze
|  | Molimo Vas, obratite pažnju na važno upozorenje u vezi sa temama iz oblasti medicine (zdravlja). |